# Olga Riabinkina
Olga Riabinkina (ur. 24 września 1976) – rosyjska lekkoatletka, kulomiotka.
Zajęła 10. miejsce na Igrzyskach Olimpijskich w Sydney w 2000 i 7. miejsce w swojej grupie (nie awansowała do finałowej „12”) na Igrzyskach w Atenach w 2004 w pchnięciu kulą, w tym samym roku triumfowała w Superlidze Pucharu Europy rozegranej w Bydgoszczy.
W 2005 zdobyła brązowy medal na Halowych Mistrzostwach Europy i srebrny medal na Mistrzostwach Świata. Została także mistrzynią Rosji oraz ustanowiła swój rekord życiowy uzyskując wynik 19.65 metrów podczas zwycięskiej (zarówno dla niej indywidualnie, jak i całej kobiecej reprezentacji Rosji) Superligi Pucharu Europy. Na zakończenie sezonu zajęła 4. lokatę podczas Światowego Finału IAAF.
W 2006 zdobyła brązowy medal w Halowych Mistrzostwach Świata, czwarte miejsce na Mistrzostwach Europy i drugie miejsce w Pucharze Świata, uzyskując najlepszy wynik w sezonie 19.54 metrów.
W 2007 zdobyła brązowy medal Halowych Mistrzostw Europy w Birmingham.
Zdobyła mistrzostwo Rosji w pchnięciu kulą na otwartym stadionie w 2005 i w hali w 2005 i 2006.

## Rekordy życiowe
- Pchnięcie kulą – 19,65 m (2005)
- Pchnięcie kulą (hala) – 19,36 m (2003)
- Rzut dyskiem – 61,66 m (1998)